# Liste der Bodendenkmäler in Medlingen
Auf dieser Seite sind die Bodendenkmäler in der schwäbischen Gemeinde Medlingen zusammengestellt. Diese Tabelle ist eine Teilliste der Liste der Bodendenkmäler in Bayern. Grundlage ist die Bayerische Denkmalliste, die auf Basis des Bayerischen Denkmalschutzgesetzes vom 1. Oktober 1973 erstmals erstellt wurde und seither durch das Bayerische Landesamt für Denkmalpflege geführt wird. Die folgenden Angaben ersetzen nicht die rechtsverbindliche Auskunft der Denkmalschutzbehörde.

## Bodendenkmäler der Gemeinde Medlingen

### Bodendenkmäler in der Gemarkung Obermedlingen
| Lage                     | Objekt | Akten-Nr.     | Bild |
| ------------------------ | --- | ------------- | ---- |
| Obermedlingen (Standort) | Siedlung der Urnenfelder-, Hallstatt- und Latènezeit.                                                         | D-7-7327-0003 |      |
| Obermedlingen (Standort) | Freilandstation des Mesolithikums, Siedlung des Neolithikums.                                                 | D-7-7427-0002 |      |
| Obermedlingen (Standort) | Körpergräber des Frühmittelalters, Siedlung der frühen Neuzeit.                                               | D-7-7427-0004 |      |
| Obermedlingen (Standort) | Grabhügel der Hallstattzeit.                                                                                  | D-7-7427-0006 |      |
| Obermedlingen (Standort) | Körpergräber vor- und frühgeschichtlicher oder mittelalterlicher Zeitstellung.                                | D-7-7427-0008 |      |
| Obermedlingen (Standort) | Grabhügel vorgeschichtlicher Zeitstellung.                                                                    | D-7-7427-0009 |      |
| Obermedlingen (Standort) | Siedlung der römischen Kaiserzeit.                                                                            | D-7-7427-0012 |      |
| Obermedlingen (Standort) | Villa rustica der römischen Kaiserzeit.                                                                       | D-7-7427-0017 |      |
| Obermedlingen (Standort) | Mittelalterliche und frühneuzeitliche Befunde im Bereich des ehemaligen Dominikanerklosters in Obermedlingen. | D-7-7427-0021 |      |
| Obermedlingen (Standort) | Grabhügel der Hallstattzeit.                                                                                  | D-7-7427-0026 |      |

### Bodendenkmäler in der Gemarkung Untermedlingen
| Lage                      | Objekt | Akten-Nr.     | Bild |
| ------------------------- | --- | ------------- | ---- |
| Untermedlingen (Standort) | Viereckschanze der jüngeren Latènezeit.                                                                                  | D-7-7427-0013 |      |
| Untermedlingen (Standort) | Grabhügel vorgeschichtlicher Zeitstellung.                                                                               | D-7-7427-0014 |      |
| Untermedlingen (Standort) | Mittelalterliche und frühneuzeitliche Befunde im Bereich der Katholischen Filialkirche St. Radegundis in Untermedlingen. | D-7-7427-0024 |      |
| Untermedlingen (Standort) | Freilandstation des Paläolithikums, Siedlung des Jungneolithikums.                                                       | D-7-7428-0062 |      |
| Untermedlingen (Standort) | Siedlung vorgeschichtlicher Zeitstellung.                                                                                | D-7-7428-0526 |      |
| Untermedlingen (Standort) | Siedlung vorgeschichtlicher Zeitstellung.                                                                                | D-7-7428-0527 |      |
| Untermedlingen (Standort) | Siedlung der römischen Kaiserzeit.                                                                                       | D-7-7428-0528 |      |